# «They» singular
El «they» singular és l'ús de la paraula anglesa «they» (o de les seves formes flectives com «them» o «their») per referir-se a una entitat que no és plural, o no és necessàriament plural. Tot i que el «they» singular és d'ús comú en l'anglès quotidià de l'actualitat i té una llarga història d'ús, continua el debat sobre si és acceptable. Normalment, el «they» singular ocorre en les següents situacions:
- Gènere indeterminat: quan «they» es refereix a una persona individual de sexe desconegut o no especificat com en la frase, per exemple, «one student failed their exam». Aquest ús es coneix com a «they» epicè (epicene they).
- Nombre indeterminat: quan «they» no té antecedent gramatical definit, o es pot interpretar que es refereix a una entitat o bé singular o bé plural. Aquest ús també es coneix com a «they» genèric (generic they). Per exemple, en la frase «Anyone who thinks they have been affected should contact their doctor», «they» i «their» es troben dins l'abast del quantificador universal i distributiu «anyone»,[1] i es pot interpretar que es refereix a un individual no especificat o a la gent en general (tot i que «anyone» estrictament és gramaticalment singular).

En alguns casos es fa servir «they» fins i tot quan el nombre i el gènere del subjecte són desconeguts però la identitat de la persona és genèrica, com, per exemple, en la frase «if some guy beat me up, I'd leave them».
El «they» singular, tot i ser ambigu o singular semànticament, és morfològicament i sintàctica plural (és a dir, pren les formes verbals plurals).